# Ângelo de Sousa
Ângelo César Cardoso de Sousa, conocido como Ângelo de Sousa (Maputo - Mozambique, 2 de febrero de 1938 – Oporto, Portugal, 29 de marzo de 2011) fue un escultor, pintor, pedagogo y diseñador portugués.

## Biografía
Nacido en Lourenço Marques (actual Maputo), se trasladó a Oporto en 1955 para matricularse en la Escuela de Bellas Artes, donde se graduó en pintura con la máxima puntuación de 20 puntos, que lo llevó a unirse con Armando Alves, Jorge Pinheiro y José Rodrigues, en el grupo llamado «Os Quatro Vintes». Entre 1967 y 1968 fue becario de la Fundación Calouste Gulbenkian y del British Council en la State School of Art y en la Saint Martin's School of Art, en Londres. 
Pasó la mayor parte de su vida en Oporto, donde fue profesor de la Escuela de Bellas Artes, ahora la Facultad de Bellas Artes, de la Universidad de Porto, entre 1962 y 2000, cuando se jubiló como profesor. En 1975 fue galardonado con el Premio Internacional de la 13.ª Bienal Internacional de Arte de Sao Paulo y en 2007 la Fundación Calouste Gulbenkian le entregó el primer Premio Gulbenkian en la categoría Arte. Sus dibujos ilustraron libros de Eugénio de Andrade, Maria Alzira Seixo, Mário Cláudio, Fiama Hasse Pais Brandão, entre muchos.
Murió en su casa de Oporto a los años de edad. Experimentó con nuevas técnicas en sus obras, estudioso del color y de la luz que exploró el minimalismo de una forma radical.[cita requerida]